# Simo Halonen
Simo Halonen (ur. 21 marca 1947 w Taipalsaari) – fiński biathlonista, czterokrotny medalista mistrzostw świata. Największy sukces osiągnął w 1975 roku, kiedy na mistrzostwach świata w Anterselvie wspólnie z Henrikiem Flöjtem, Juhanim Suutarinenem i Heikkim Ikolą wywalczył złoty medal w sztafecie. W tej samej konkurencji zdobył też srebrne medale podczas mistrzostw świata w Vingrom (1977), mistrzostw świata w Hochfilzen (1979), i mistrzostw świata w Ruhpolding (1979). Indywidualnie najlepszy rezultat osiągnął na mistrzostwach świata w Mińsku w 1974 roku, gdzie zajął piąte miejsce w sprincie. Nigdy nie wystąpił na igrzyskach olimpijskich. Nigdy też nie stanął na podium indywidualnych zawodów Pucharu Świata.

## Osiągnięcia

### Mistrzostwa świata
| Rok  | Miejscowość | Konkurencje | Konkurencje | Konkurencje | Konkurencje | Konkurencje | Konkurencje | Konkurencje |
| Rok  | Miejscowość | IN          | SP          | PU          | MS          | RL          | MR          | SR          |
| ---- | ----------- | ----------- | ----------- | ----------- | ----------- | ----------- | ----------- | ----------- |
| 1974 | Mińsk       | 14.         | 5.          | nd.         | nd.         | 2.          | nd.         | –           |
| 1975 | Anterselva  | 30.         | –           | nd.         | nd.         | 1.          | nd.         | –           |
| 1977 | Vingrom     | 7.          | 28.         | nd.         | nd.         | 2.          | nd.         | –           |
| 1978 | Hochfilzen  | –           | 24.         | nd.         | nd.         | 7.          | nd.         | –           |
| 1979 | Ruhpolding  | 18.         | –           | nd.         | nd.         | 2.          | nd.         | –           |

### Puchar Świata

#### Miejsca w klasyfikacji generalnej
| Sezon     | Miejsce |
| --------- | ------- |
| 1977/1978 | ?       |
| 1978/1979 | ?       |

#### Miejsca na podium chronologicznie
Halonen nigdy nie stanął na podium indywidualnych zawodów PŚ.